# Yunzhou Shuiku
Yunzhou Shuiku (kinesiska: 云州水库) är en reservoar i Kina. Den ligger i provinsen Hebei, i den norra delen av landet, omkring 140 kilometer norr om huvudstaden Peking. Yunzhou Shuiku ligger 1 231 meter över havet. Trakten runt Yunzhou Shuiku består i huvudsak av gräsmarker.
Genomsnittlig årsnederbörd är 586 millimeter. Den regnigaste månaden är juni, med i genomsnitt 137 mm nederbörd, och den torraste är februari, med 4 mm nederbörd.